# يوفون كستنائي الصدر
يوفون كستنائي الصدر (الاسم العلمي: Chlorophonia pyrrhophrys) (بالإنجليزية: Chestnut-breasted Chlorophonia)‏ هو نوع من الطيور يتبع جنس اليوفون الأخضر من فصيلة الشراشير الحقيقية.